# Arnold Ehret
Arnold Ehret (Friburgo in Brisgovia, 29 luglio 1866 – Los Angeles, 10 ottobre 1922) è stato uno pseudoscienziato tedesco, inventore di una medicina alternativa: l'ehretismo (o "dieta senza muco").

## Biografia
Come leggiamo nell'introduzione del suo libro Il sistema di guarigione della dieta senza muco, Arnold Ehret s'interessò fin da giovane del "rapporto fra causa e effetto dei fenomeni", occupandosi di fisica e chimica e apprese francese, italiano ed inglese. Nel 1887, laureatosi come professore di disegno, fu chiamato a prestare servizio di leva nell'esercito e congedato poco dopo per disturbi cardiaci.
Nel 1897, venne colpito dal morbo di Bright. All'epoca questo era solo un termine che indicava genericamente l'insieme delle nefriti, alcune mortali, altre no. Ehret pensò di ottenere la guarigione mediante metodi naturali e decise, in questo senso, di perseguire la pratica del digiuno che aveva avuto modo di osservare altrove. Ehret affermò quindi di essersi accorto di non soffrire la fame e, anzi, di riacquistare forza e vitalità.
Nel 1899 si recò a Berlino per studiare il vegetarianismo. In seguito, cominciò a studiare naturopatia e seguì un corso di fisiologia e chimica all'università, studiò vari metodi di cure naturali, tra cui la cura magnetica e la cosiddetta cura mentale della scienza cristiana. Quindi si trasferì ad Algeri, dove fece esperimenti con il digiuno e la dieta di frutta. Con questo suo nuovo stile di vita egli afferma che riuscì a guarirsi  e agli inizi del nuovo secolo aprì una "clinica" ad Ascona, Svizzera, dove trattò e sostenne di guarire migliaia di pazienti considerati incurabili .
Agli inizi del Novecento, sempre secondo i suoi racconti, s'impegnò in una serie di digiuni, controllato da funzionari tedeschi e svizzeri: in un periodo di 14 mesi, completò un digiuno di 21 giorni; uno di 24; uno di 32; e, infine, uno di 49 giorni. Tenne conferenze in tutta Europa. Nel 1914 fu invitato negli Stati Uniti da Benedict Lust. Partì il 27 giugno da Brema e il 6 luglio sbarcò dal transatlantico "George Washington", a Ellis Island. Da lì, si recò in California, dove tenne conferenze e corsi sul suo Sistema di guarigione della dieta senza muco. Ehret sosteneva che l'essere umano non fosse carnivoro ma frugivoro e viene ancora oggi citato da esponenti vegani o fruttariani. Ehret morì a 56 anni a causa di una caduta, alla fine di una delle sue conferenze.

## Ehretismo
L'ehretismo è lo stile di vita elaborato da Ehret basato sull'adozione di una dieta di tipo fruttariano, che esclude il consumo di prodotti di origine animale e industriale, o che comunque, nell'ambito delle sue teorie personali (che non sono mai state comprovate a livello medico e scientifico) produrrebbero quello che lui definiva "muco".
Il "sistema" proposto da Ehret è costituito soprattutto dalla dieta basata su certi tipi di frutta e verdura (cotta o cruda), quest'ultima non amidacea e principalmente a foglia verde, il tutto coadiuvato da enteroclismi (lavaggi interni dell'intestino) quando ritenuti necessari, e dalla pratica di digiuni brevi sistematici, o più o meno lunghi a seconda dei casi e delle condizioni fisiche del paziente (età, malattie).
Tutto questo, secondo le sue teorie, eliminerebbe il "muco" intestinale precedentemente introdotto tramite l'alimentazione onnivora, e che egli personalmente riteneva – senza averne prove scientifiche – causa primaria della malattia in quanto avrebbe impedito la perfetta assimilazione dei nutrienti, e quindi sarebbe all'origine di numerose "carenze" e deficit, oltre che della "costipazione" dei vari organi interni al corpo umano.
Secondo le sue teorie pseudoscientifiche, il suo sistema di alimentazione (la dieta senza muco) applicato sempre secondo il suo metodo, doveva portare gradualmente al raggiungimento di uno stato ottimale di salute.
La sua teoria è in contrasto con quelle che sono le conoscenze biologiche e mediche universalmente accettate. Il muco, infatti, non solo forma una barriera fisica, ma influenza le capacità immunogene intestinali aumentando la tolleranza immunologica, cioè la mancata risposta dei linfociti verso i batteri saprofiti.

### Concetto di "muco"
Quando Ehret parla di "muco" nei suoi libri si riferisce alla sostanza prodotta nel tratto digestivo da quei cibi che egli ritiene essere completamente anti-naturali per l'uomo. Quindi, produrrebbero come una "pasta collosa" che il corpo non riuscirebbe ad eliminare. Proprio a causa di questa sua viscosità, starebbe alla base del processo tossiemico, producendo così "malattia" (sarebbe il terreno di coltura per tutti gli agenti patogeni).
Secondo Ehret, questo "muco" intestinale sarebbe solo uno scarto patologico e si accumulerebbe in tutto il corpo. Alimentato dai prodotti di derivazione animale e farinacei, ma soprattutto da quelli chimici e industriali, escluderebbe un sottilissimo e importantissimo strato lubrificante degli intestini.

### Terapia
Il modo di eliminare questo muco dannoso starebbe, più che nelle terapie (naturali o non), come già detto nella dieta: Ehret sosteneva che il ritorno ad un modo di alimentarsi che egli riteneva essere quello più idoneo per l'uomo, permetterebbe al corpo di guarire naturalmente sé stesso, senza l'applicazione di particolari terapie, se non una serie di digiuni però mai estremi.
Il suo metodo consiste in:
- dieta: un progressivo cambiamento delle abitudini alimentari (esclusione graduale dei cibi elaborati con i sistemi di lavorazione industriale, delle bevande alcoliche e di tutti quei cibi che una volta ingeriti insomma producessero "muco" sopra le pareti intestinali e nel sangue)[10];
- digiuni più o meno lunghi;
- esercizio fisico[11];
- bagni di sole[12] e bagni d'aria[13].

#### Una fisiologia nuova
Ehret nei suoi scritti, paragonava il corpo umano ad una macchina composta da tubi, il sistema circolatorio, il cui motore però (i polmoni) verrebbe alimentato dall'aria (per effetto della differenza di 'pressione' esercitata sugli organi elastici), e non quindi dal cuore (che sarebbe solo una valvola); oltre a questo, da una dieta costituita di frutta e ortaggi (non amidacei) a foglia verde: questo sarebbe il modo di nutrirsi ideale per il genere umano.. Altrimenti, il "muco" generato avrebbe ostruito ben presto vene e arterie, riducendo così la pressione arteriosa, la principale fonte di vitalità e forza,, in quanto sarebbe appunto l'aria a mantenere in vita il "motore" della "macchina umana".
Conseguentemente, insegnava una nuova fisiologia; della stessa, formava parte anche il concetto che i globuli bianchi, attualmente conosciuti come importanti elementi del sistema immunitario, fossero invece materiali di scarto e rifiuto, che avvelenassero cioè il sangue.
Sosteneva che in un corpo perfettamente pulito e sano, quindi senza la minima traccia di "muco" (globuli bianchi), fosse possibile addirittura assimilare direttamente l'azoto (la parte essenziale delle proteine) dalla stessa aria respirata, invece che dalla carne. E questo spiegava secondo lui, la forza e l'efficienza generate per esempio da certi fachiri indiani praticamente "pelle e ossa". Inoltre in una condizione simile, il corpo verrebbe a trovarsi in grado di trarre maggiore vantaggio dagli zuccheri della frutta e, quindi, maggiore energia, cosa resa impossibile, a suo dire, dalla presenza del "muco", che ne impedisce la digestione corretta e l'assimilazione.

#### Diete di "transizione" e semi-digiuni
I cambiamenti alimentari per raggiungere tale obiettivo erano proposti con l'applicazione di diete intermedie chiamate "di transizione", fino al raggiungimento della dieta senza muco, appunto. Mentre quelli bruschi, "radicali" e immediati, erano fortemente sconsigliati da Ehret. E in questo differiva molto dall'idea dell'igienismo che aveva per esempio Shelton, il quale predicava (per lo meno sul digiuno) invece proprio il contrario.
Secondo Eheret si trattava conseguentemente di un percorso piuttosto lento. Nel suo libro afferma che un uomo medio in condizioni normali (cioè non malato gravemente) avesse bisogno come minimo di tre anni di "pulizia" intermedia, fatta di digiuni e semi-digiuni (con succhi di frutta o verdura) intercalati fra loro, prima di arrivare a poter solo lontanamente pensare di essere in grado di nutrirsi come si conviene: ossia, esclusivamente di frutta e aria (azoto).
Questo perché altrimenti lo scioglimento troppo veloce e rapido di muco, afferma, si riverserebbe direttamente nel sangue; e poiché in un digiuno il volume di vene e arterie (nonché di dotti linfatici) diminuisce, il circolo sanguigno non sarebbe così poi più in grado di eliminarlo convenientemente dai reni (cosa fattibile solo "gradualmente"). Si bloccherebbe cioè tutto; avremo intasato di muco le "tubature" della "macchina umana".

### Parallelismo con altre correnti
Ehret definiva il suo metodo come differenziato e a sé stante; taluni tuttavia assimilano le teorie di Ehret a altre terapie alternative denominate "igieniste" , in quanto le sue nozioni sulla malattia (tossiemia) e altri concetti sempre relazionati alla salute e patologia del corpo, non sono molto dissimili da quelli di altri suoi contemporanei che hanno discusso dei digiuni, dei bagni di sole, delle tisane e degli enteroclismi e della migliore alimentazione per l'essere umano; nonché della tossiemia interna all'organismo, come unica causa generante di tutte le cosiddette malattie. Sono tutti pilastri di vari "sistemi di guarigione naturale alternativi" dell'epoca, sostenuti anche da autori famosi come Louis Kuhne o Sebastian Kneipp.
Questi ultimi due, compatrioti di Ehret, concordavano con lui sul fatto che l'individuo necessitasse di un lungo e paziente tempo, come minimo anni, prima di poter guarirsi completamente coi loro metodi; disapprovavano cioè, le "terapie d'urto". Però al contrario di questi, come molti altri naturopati del tempo, asserivano invece che "elementi" aggiuntivi esterni, quali argilla per esempio, saune o tisane, potessero invece aiutare ad accelerare molto questo processo di "disintossicazione tossiemica" interno; qualunque ne fosse stata la causa. Ehret, restava invece fermamente convinto della loro completa inutilità (opinione condivisa anche da Shelton).

### Controindicazioni e critiche
Sull'ehretismo manca del tutto la sperimentazione su base scientifica del modello proposto: non risulta, infatti, che sia stato fatto alcun studio secondo il metodo scientifico che possa avvalorare le tesi di Ehret; questa importante circostanza, fino a prova contraria, porta le sue teorie sul piano della pseudoscienza, non provata e non provabile.
Il rischio della diffusione di tali credenze, quindi, è simile a quella di alcune altre medicine alternative senza alcun riscontro dimostrato: spingere il praticante ad abbandonare forme di cura testate ed efficaci per privilegiare pratiche prive di alcun riscontro dimostrabile.
La pericolosità nascerebbe poi, anche da eventuali cure "fai da te". Nel caso del digiuno, per esempio: esso innescherebbe, in tutte quelle correnti che lo applicano, il deleterio processo della gluconeogenesi; inoltre, ogni diminuzione di peso corporeo, nell'arco degli anni, aumenterebbe la mortalità. In presenza del morbo (o sindrome) di Gilbert, che spessissimo non è diagnosticato, il digiuno può danneggiare le cellule cerebrali.

## Opere
- Ehret, Arnold. Prof. Arnold Ehret's Mucusless Diet Healing System. Los Angeles, CA: Ehret Literature, 1924.
- Ehret, Arnold. Mucusless Diet Healing System ISBN 0-87904-004-1
- Arnold Ehret, Il Sistema di Guarigione della Dieta Senza Muco, a cura di Luciano Gianazza, La Cassandra, 2005, ISBN 88-901848-9-2.
- Arnold Ehret, Il Sistema di Guarigione della Dieta Senza Muco, a cura di Luciano Gianazza, Juppiter Consulting Publishing, 2007, ISBN 978-88-89292-24-2.
- Arnold Ehret, Il Sistema di Guarigione della Dieta Senza Muco, a cura di Luciano Gianazza, seconda edizione, Juppiter Consulting Publishing, 2013, ISBN 978-88-89292-55-6.
- Arnold Ehret, Digiuno Razionale, per il ringiovanimento fisico, mentale e spirituale, a cura di Luciano Gianazza, Juppiter Consulting Publishing, 2007, ISBN 978-88-89292-23-5.
- Arnold Ehret, Così Parla lo Stomaco, a cura di Luciano Gianazza, Juppiter Consulting Publishing, 2009, ISBN 978-88-89292-31-0.
- Arnold Ehret, La Tua Via Verso la Rigenerazione, a cura di Luciano Gianazza, Juppiter Consulting Publishing, 2010, ISBN 978-88-89292-40-2.
- Arnold Ehret, Insegnamenti sul Digiuno, a cura di Luciano Gianazza, Juppiter Consulting Publishing, 2012, ISBN 978-88-89292-46-4.
- Arnold Ehret, Uomini Malati - Kranke Menschen, a cura di Luciano Gianazza, Juppiter Consulting Publishing, 2012, ISBN 978-88-89292-49-5.